# جاناتان گراف
جاناتان گراف (انگلیسی: Jonathan Groff؛ زادهٔ ۱۷ مهٔ ۱۹۶۲) فیلم‌نامه‌نویس، تهیه‌کننده فیلم، بازیگر اهل ایالات متحده آمریکا است. وی از سال ۱۹۸۹ میلادی تاکنون مشغول فعالیت بوده‌است.
از فیلم‌ها یا مجموعه‌های تلویزیونی که وی در آن‌ها نقش داشته‌است، می‌توان به نمایش روزانه، چه کسی می‌خواهد یک میلیونر باشد؟، آخر شب با کونان اوبراین، پدر غرور، آشنایی با مادر، تعطیلات پاندای کونگ‌فوکار و پایان خوش اشاره نمود.
وی همچنین برندهٔ جوایزی همچون جایزه انجمن نویسندگان آمریکا شده‌است.